# Aborto en La Rioja
El aborto en La Rioja, también conocido como Interrupción voluntaria del embarazo (IVE), es legal desde 1985, con importantes reformas realizadas en 2010 y 2022. Cada región está a cargo de crear su propio sistema para la implementación de la ley en la sanidad pública, existiendo diferencias de una región a otra.
Prácticamente todos los abortos legales realizados por mujeres de La Rioja se practican fuera de la región. Esto es en parte a que poco después de la legalización el gobierno regional creó y actualizó periódicamente legislación local apoyando la objeción de conciencia de administradores, médicos y sanitarios. En consecuencia, las mujeres que necesitaban abortar tenían que viajar, acudiendo a clínicas de Zaragoza y Navarra. A partir de 2022, La Rioja comenzó a ofrecer por primera vez procedimientos de IVE en la sanidad pública a través de la creación de una clínica pública especializada en reproducción y planificación familiar en Logroño. No existen clínicas privadas que ofrezcan procedimientos de IVE. Por ello, la objeción de conciencia sigue siendo un problema que impide una mayor expansión de este servicio.

## Contexto nacional
Históricamente, el acceso al aborto en España ha dependido del dominio masculino sobre las mujeres y sus actividades reproductivas. En  2022, La Rioja comenzó a ofrecer por primera vez procedimientos de IVE en la sanidad pública a través de la creación de una clínica pública especializada en reproducción y planificación familiar en Logroño.No existen clínicas privadas que ofrezcan procedimientos de IVE.Por ello, la objeción de conciencia sigue siendo un problema que impide una mayor expansión de este servicio.Se ha utilizado el aborto como un medio para afirmar el control no sólo sobre los cuerpos y la sexualidad de las mujeres, sino también para hacer cumplir las normas culturales de género y los ideales patriarcales en la sociedad en general. Si bien el aborto se utilizó como forma de control de la natalidad en España en el pasado, demógrafos y sociólogos españoles han dicho que no se utiliza de esa manera en la España contemporánea.
El aborto legal es importante porque reduce las muertes entre mujeres por complicaciones del embarazo y reduce la mortalidad infantil. En España, a mediados de la década de 1970, los abortos ilegales eran una causa importante de muerte entre mujeres de entre quince y cuarenta y nueve años. El control de la natalidad tiene una tasa de mortalidad femenina mucho más baja que los abortos, y es mucho más baja que la mortalidad femenina en España por abortos ilegales.

### Historia nacional
El Liber Iudiciorum fue una recopilación de leyes visigodas del rey Recesvinto que se promulgó en el año 654. Mencionaba el aborto, el infanticidio y el homicidio en el Libro VI. La pena para quienes provocaban abortos era la muerte. En aquella época, los visigodos controlaban casi toda la actual España, Portugal y Ceuta.
La ley en España fue modificada el 24 de enero de 1941 para caracterizar el aborto como un crimen contra el Estado. Esta ley lee en parte: "La política demográfica es una de las preocupaciones fundamentales de nuestro Estado. No se concibe una política demográfica eficaz sin abordar el problema de los miles y miles de vidas que se frustran antes de nacer, por maniobras criminales. Así lo dice la experiencia y el asesoramiento de los técnicos a través de Entidades científicas competentes. El estrago harto acusado en tiempos anteriores como consecuencia de un sentido materialista de la vida, adquirieron caracteres de escándalo durante el régimen republicano, agudizándose aún más escandalosamente en aquellas zonas sometidas a la dominación del Frente Popular. El Gobierno, consciente de su responsabilidad, decide combatir el crimen social que el aborto provocado representa y que impide que nazcan muchos miles de españoles anualmente." El control de la natalidad también fue ilegal en toda España durante la dictadura de Franco. En 1975, la tasa de mortalidad femenina durante el embarazo era de 23 por cada 100.000 mujeres, una tasa similar a la de otros países occidentales industrializados donde el aborto era ilegal.
El aborto fue despenalizado en el Código Penal por primera vez en todo el territorio español en 1985 en tres supuestos: por motivos terapéuticos, por motivos eugenésicos y en caso de violación previa denuncia policial. El aborto sólo era legal en estos casos antes de la semana 22, semana 22 y semana 12 respectivamente. La ley de 1985 exigía que cada vez que un centro de salud realizara un aborto, debía informarse al Ministerio de Sanidad. Los datos que se debían reportar incluían la provincia donde se realizó el aborto y la provincia donde residía la mujer que abortó. Si bien el aborto fue despenalizado en 1985, no se convirtió en un servicio ofrecido por la sanidad pública hasta un cambio en la ley en 2010. Como resultado, durante este período entre 1985 y 2010, casi todos los abortos se realizaron en clínicas privadas y el precio por una interrupción voluntaria del embarazo rondaba las 30.000 pesetas.
La Ley de Salud Sexual y Reproductiva y de Interrupción Voluntaria del Embarazo fue reformada en mayo de 2022 de diferentes maneras. Se abordó específicamente la falta de centros, especialmente públicos, que prestaran servicios para la interrupción voluntaria del embarazo, en provincias que no tenían ninguna y exigían que las mujeres de esas provincias viajaran a otras provincias u otras regiones para poder acceder ese servicio. Otra reforma fue proteger a las mujeres que acudían a centros de salud para someterse a procedimientos de IVE del acoso de activistas antiaborto.
En febrero de 2023, el Tribunal Constitucional confirmó la ley de 2010 que permitía a las mujeres abortar mediante petición gratuita durante las primeras catorce semanas de su embarazo. El caso fue llevado originalmente a los tribunales por el Partido Popular en 2010, después de que el PSOE aclarara y liberalizara la legislación sobre el aborto.

### Situación jurídica
Las leyes nacionales sobre el aborto se modificaron en 2010 para permitir a las mujeres abortar libremente hasta la decimocuarta semana de embarazo sin justificación. Desde la semana catorce a la veintiuna, sólo se podrá practicar un aborto si existe una razón médica para ella, como por ejemplo que la madre esté en riesgo. A partir de la semana veintidós, sólo se podrán realizar abortos si se detectan anomalías fetales que sean incompatibles con la vida fuera del útero.Así lo confirmó el Tribunal Constitucional en febrero de 2023.
En España se apoya que los servicios de interrupción voluntaria del embarazo en la sanidad pública sean gratuitos. Esto incluye los servicios de aborto prestados en clínicas privadas tras derivaciones de médicos de salud pública. Esto se debe a que estos costes los cubre la sanidad pública autonómica bajo la dirección del Sistema Nacional de Salud de España. Sin embargo, la implementación de las leyes sobre el aborto se deja en gran medida en manos de las comunidades autónomas y sus organismos sanitarios.

## Evolución en La Rioja

### España de los Austrias (1516 – 1700)
Durante el caso Zugarramurdi que tuvo lugar por parte de la Inquisición española en La Rioja, algunas de los acusadas de brujería también fueron acusadas de matar niños. Sin embargo, los registros de la Inquisición no parecen indicar que las brujas realizaran abortos. En general, la Inquisición parecía muy desinteresada por los abortos y casi no se han encontrado registros de mujeres procesadas por la Inquisición por tener o realizar abortos.

### España Franquista (1939 – 1975)
El Movimiento Democrático de la Mujer fue fundado en Logroño durante la dictadura alrededor de 1971 con miembros como Pilar Armas, Soledad Barrioles, Carmen Chober, Mina Flores, María Julia León y Carmen Sanz.  Fueron el primer grupo feminista que surgió en la transición democrática, habiendo permanecido clandestino hasta entonces.

#### Enjuiciamiento del aborto
Ocasionalmente se abrieron procesos penales en La Rioja durante la dictadura de Franco.  En el período comprendido entre 1971 y 1975 se produjeron en La Rioja tres diligencias previas iniciadas por el delito de aborto. El total de tres procedimientos de este tipo tuvo las tasas más bajas a nivel nacional para ese tipo de delito. Durante el mismo período se realizaron dos sumarios de emergencia, Ordinarios y otros del Título IV de la Ley de Procedimiento Penal por el delito de aborto, ambos en 1971. Este fue también uno de los totales más bajos a nivel nacional para este tipo de delito relacionado con el aborto.
| Lugar          | Lugar          | Años | Años | Años | Años | Años | Años  |
| Provincia      | Región         | 1971 | 1972 | 1973 | 1974 | 1975 | Total |
| -------------- | -------------- | ---- | ---- | ---- | ---- | ---- | ----- |
| Asturias       | Asturias       | 8    | 4    | 54   | 1    | 92   | 159   |
| Islas Baleares | Islas Baleares | 0    | 1    | 0    | 0    | 0    | 1     |
| Santander      | Cantabria      | 1    | 4    | 2    | 0    | 0    | 7     |
| Logroño        | La Rioja       | 0    | 0    | 0    | 3    | 0    | 3     |
| Madrid         | Madrid         | 13   | 18   | 15   | 16   | 13   | 75    |
| Murcia         | Murcia         | 2    | 4    | 2    | 0    | 0    | 8     |
| España         | España         | 90   | 110  | 147  | 82   | 173  | 605   |

| Lugar          | Lugar          | Año  | Año  | Año  | Año  | Año  | Año   |
| Provincia      | Region         | 1971 | 1972 | 1973 | 1974 | 1975 | Total |
| -------------- | -------------- | ---- | ---- | ---- | ---- | ---- | ----- |
| Asturias       | Asturias       | 13   | 13   | 11   | 7    | 6    | 50    |
| Islas Baleares | Islas Baleares | 1    | 4    | 4    | 10   | 1    | 20    |
| Santander      | Cantabria      | 2    | 0    | 0    | 1    | 2    | 5     |
| Logroño        | La Rioja       | 1    | 0    | 0    | 0    | 1    | 2     |
| Madrid         | Madrid         | 18   | 22   | 14   | 16   | 14   | 84    |
| Murcia         | Murcia         | 3    | 25   | 6    | 4    | 0    | 38    |
| Navarra        | Navarra        | 0    | 1    | 1    | 1    | 0    | 3     |
| España         | España         | 122  | 157  | 145  | 112  | 66   | 602   |

### Transición española (1975 – 1982)
En el período de la Transición, los ginecólogos que trabajaban en Logroño gozaban de cierta estima, sobre todo porque trabajaban de forma discreta y en centros sanitarios residenciales. Ayudaron a establecer una de las primeras clínicas de planificación familiar en la ciudad, a pesar de que la sociedad riojana de la época apoyaba en gran medida al partido político de centro derecha UCD. Esta actitud de los ginecólogos ayudó a introducir en la ciudad de forma fluida y relativamente barata una serie de herramientas de planificación familiar de forma institucionalizada. Pese a ello, la sociedad riojana careció de cierta apertura en los temas relacionados con la sexualidad de la mujer y su salud reproductiva, y no impulsó el tema del aborto como lo estaban en ese momento oyras personas implicadas en la planificación familiar en otras partes de España como Madrid.
La Asociación Feminista de la Rioja (AFR) fue un grupo fundado en marzo de 1979 por noventa mujeres que representaban un amplio espectro de creencias políticas, incluidas izquierdistas, miembros de grupos vecinales y feministas cristianas. Su objetivo era trabajar en la incorporación de la mujer a la sociedad riojana mediante la aprobación de las necesarias reformas legales, penales y laborales. Esto incluyó trabajar en temas como permitir el divorcio, legalizar los anticonceptivos, crear centros de planificación familiar y alentar a las mujeres a denunciar violaciones y agresiones sexuales.

#### Estadísticas
En 1978, entre las mujeres casadas de Castilla la Vieja y la provincia de León, el 59% nunca había utilizado métodos anticonceptivos y el 84% no tenía hijos.   Las mujeres casadas que no estaban embarazadas en pueblos con menos de 10.000 habitantes en 1978 utilizaban mucho menos métodos anticonceptivos que mujeres similares en el resto de España. Alrededor del 39% de estas mujeres en Madrid y Barcelona utilizaron métodos anticonceptivos, mientras que el 5,6% de las mujeres que no tuvieron hijos utilizaron anticonceptivos. Esto se compara con un promedio nacional de 50 y 14% respectivamente.

### Felipe González (1982 – 1996)
Desde aproximadamente 1990, el gobierno regional de La Rioja ha estado dirigido por el partido político conservador, el Partido Popular. No hubo procedimientos de IVE realizados en La Rioja de 1988 a 1997. En consecuencia, muchas mujeres de la región se vieron obligadas a viajar a otras regiones de España para conseguir una interrupción voluntaria del embarazo.

#### Actividades feministas
La primera manifestación a favor del derecho al aborto de La Rioja tuvo lugar en Logroño en 1983, con el lema: "Anticonceptivos libres para no abortar. Aborto libre para no morir."

#### Leyes de objeción de conciencia
El Real Decreto 2409/1986, de 21 de noviembre que proporcionaba acreditación a los centros que realizaban abortos y las prácticas legales a su alrededor también reconocía vagamente el derecho a la objeción de conciencia en el artículo 9, que decía: "La no realización de la práctica del aborto habrá de ser comunicada a la interesada con carácter inmediato al objeto de que pueda con el tiempo suficiente acudir a otro facultativo".Paralelamente, La Rioja también creó directrices avanzadas relacionadas con la objeción de conciencia por parte del personal médico y farmacéutico.
La Ley del medicamento 25/1990 es una ley nacional que establece que los farmacéuticos no pueden negarse a dispensar medicamentos sin una razón justificada. No dispensar medicamentos sin motivo constituye una infracción grave. En respuesta a esto, los gobiernos regionales de La Rioja, Galicia y Castilla-La Mancha aprobaron leyes que protegían a los farmacéuticos que afirmaban ser objetores de conciencia para evitar tener que dispensar medicamentos que provocaran que una mujer interrumpiera voluntariamente su embarazo.

#### Estadísticas
En 1990, los investigadores y el gobierno entendían que había un subregistro del número de abortos que tuvieron lugar en España. Debido a que las Islas Canarias, Asturias, Madrid, La Rioja y las Islas Baleares tenían las tasas oficiales más altas, se asumió que el subregistro no se estaba produciendo en estas regiones.
En 1995, el porcentaje de embarazos de menores adolescentes en la región en que terminaron en abortos en lugar de nacimientos vivos fue notablemente mayor que en 1990. De 1990 a 1995, hubo una reducción en el porcentaje de embarazo de mujeres de 20 a 24 años, con una tasa del 54% en comparación con un promedio nacional del 36%. Para las mujeres de treinta y cinco a treinta y nueve años en el período comprendido entre 1990 y 1996, hubo un aumento en el porcentaje de mujeres que abortaron en proporción a todos los embarazos. En toda España, para las mujeres de cuarenta a cuarenta y cuatro años, la tasa de fertilidad en general cayó en el período comprendido entre 1990 y 1995. Sólo en Asturias, Cataluña y La Rioja hubo un aumento para este grupo de edad en este período. En toda España, para las mujeres de cuarenta a cuarenta y cuatro años, la tasa de embarazo generalmente disminuyó en el período comprendido entre 1990 y 1995. Las regiones que contrarrestaron esta tendencia y vieron un aumento para este grupo de edad en este período incluyeron las Islas Canarias y La Rioja. De 1990 a 1995 se produjo una reducción del porcentaje de fecundidad de las mujeres de 20 a 24 años, con una tasa del 55%. En 1995, el porcentaje de embarazos de menores adolescentes en la región que terminaron en abortos en lugar de nacimientos vivos fue notablemente mayor que en 1990. El número de embarazos entre adolescentes de La Rioja que terminaron en aborto estuvo entre el cuarenta y el cincuenta por ciento en comparación con los embarazos que terminaron en nacidos vivos.
| Año  | 1.er cuatr | 2.º cuatr | 3.er cuatr | 4.º cuatr | Total | Ref    |
| ---- | ---------- | --------- | ---------- | --------- | ----- | ------ |
| 1987 | 15         | 25        | 22         | 35        | 97    | [ 44 ] |
| 1988 | 38         | 35        | 31         | 29        | 133   | [ 44 ] |

| Lugar    | Total | Ninguno usado | Sólo métodos naturales | Sólo el método de barrera | Sólo métodos hormonales | Dispositivo intrauterino | Varios métodos | No incluido ni proporcionado | Ref    |
| -------- | ----- | ------------- | ---------------------- | ------------------------- | ----------------------- | ------------------------ | -------------- | ---------------------------- | ------ |
| España   | 26069 | 7827          | 4161                   | 3060                      | 848                     | 95                       | 3586           | 651                          | [ 45 ] |
| La Rioja | 133   | 53            | 13                     | 22                        | 16                      | 6                        | 1              | 20                           | [ 45 ] |

| Lugar          | Total | Sólo un motivo | Sólo un motivo | Sólo un motivo | Varios motivos asociados   | Varios motivos asociados      | Varios motivos asociados | Varios motivos asociados                 | Desconocida | Ref    |
| Lugar          | Total | Salud maternal | Violación      | Riesgo fetal   | Salud maternal y violación | Salud maternal y riesgo fetal | Violación y riesgo fetal | Salud maternal, violación y riesgo fetal | Desconocida | Ref    |
| -------------- | ----- | -------------- | -------------- | -------------- | -------------------------- | ----------------------------- | ------------------------ | ---------------------------------------- | ----------- | ------ |
| España         | 26069 | 25550          | 12             | 282            | 3                          | 145                           | 1                        | 0                                        | 76          | [ 45 ] |
| Aragón         | 470   | 461            | 1              | 7              | 0                          | 1                             | 0                        | 0                                        | 0           | [ 45 ] |
| Asturias       | 2525  | 2510           | 0              | 9              | 0                          | 1                             | 0                        | 0                                        | 5           | [ 45 ] |
| Islas Baleares | 414   | 388            | 0              | 25             | 0                          | 1                             | 0                        | 0                                        | 0           | [ 45 ] |
| Islas Canarias | 265   | 263            | 0              | 0              | 0                          | 2                             | 0                        | 0                                        | 0           | [ 45 ] |
| Cantabria      | 740   | 714            | 0              | 21             | 0                          | 4                             | 0                        | 0                                        | 1           | [ 45 ] |
| Cataluña       | 444   | 442            | 0              | 0              | 0                          | 1                             | 0                        | 0                                        | 1           | [ 45 ] |
| Extremadura    | 375   | 363            | 0              | 0              | 0                          | 4                             | 0                        | 0                                        | 0           | [ 45 ] |
| Madrid         | 7063  | 6927           | 0              | 85             | 0                          | 43                            | 0                        | 0                                        | 8           | [ 45 ] |
| Murcia         | 476   | 468            | 1              | 5              | 0                          | 2                             | 0                        | 0                                        | 0           | [ 45 ] |
| Navarra        | 312   | 308            | 0              | 1              | 0                          | 3                             | 0                        | 0                                        | 0           | [ 45 ] |
| La Rioja       | 133   | 132            | 1              | 0              | 0                          | 0                             | 0                        | 0                                        | 0           | [ 45 ] |
| Ceuta          | 12    | 12             | 0              | 0              | 0                          | 0                             | 0                        | 0                                        | 0           | [ 45 ] |
| Melilla        | 28    | 28             | 0              | 0              | 0                          | 0                             | 0                        | 0                                        | 0           | [ 45 ] |

| Región               | 1987 | 1988  | 1989  | 1990 | Referencia |
| -------------------- | ---- | ----- | ----- | ---- | ---------- |
| España               | 1.99 | 3.07  | 3.56  | 4.29 | [ 46 ]     |
| Andalucía            | 0.31 | 1.80  | 1.75  | 1.21 | [ 46 ]     |
| Aragón               | 0.89 | 1.88  | 2.52  | 4.12 | [ 46 ]     |
| Asturias             | 6.81 | 10.40 | 10.54 | 9.89 | [ 46 ]     |
| Islas Baleares       | 1.16 | 2.88  | 3.67  | 6.56 | [ 46 ]     |
| Islas Canarias       | 1.39 | 0.77  | 1.47  | 3.76 | [ 46 ]     |
| Cantabria            | 3.12 | 6.46  | 6.57  | 6.13 | [ 46 ]     |
| Castilla-La Mancha   | 1.63 | 2.19  | 2.68  | 2.87 | [ 46 ]     |
| Castilla y León      | 2.85 | 5.52  | 5.90  | 5.88 | [ 46 ]     |
| Cataluña             | 0.31 | 0.34  | 0.33  | 5.21 | [ 46 ]     |
| Comunidad Valenciana | 4.14 | 4.53  | 6.51  | 6.63 | [ 46 ]     |
| Extremadura          | 1.10 | 1.59  | 2.04  | 1.66 | [ 46 ]     |
| Galicia              | 0.77 | 1.39  | 1.75  | 2.33 | [ 46 ]     |
| Madrid               | 4.91 | 6.33  | 7.3   | 6.65 | [ 46 ]     |
| Murcia               | 1.29 | 2.15  | 2.65  | 2.76 | [ 46 ]     |
| Navarra              | 2.41 | 2.72  | 2.54  | 1.80 | [ 46 ]     |
| País Vasco           | 1.25 | 2.81  | 3.34  | 2.99 | [ 46 ]     |
| La Rioja             | 1.80 | 2.44  | 3.46  | 3.87 | [ 46 ]     |
| Ceuta y Melilla      | 0.22 | 1.44  | 1.17  | 0.74 | [ 46 ]     |

| Región      | Total | Menos de 15 años | 15 a 19 años | 20 a 24 años | 25 a 29 años | 30 a 34 años | 35 a 39 años | 40 a 44 años | Más que 44 años | Ref    |
| ----------- | ----- | ---------------- | ------------ | ------------ | ------------ | ------------ | ------------ | ------------ | --------------- | ------ |
| España      | 37231 | 59               | 4920         | 100009       | 8063         | 6668         | 4982         | 2293         | 237             | [ 47 ] |
| Andalucía   | 1879  | 10               | 297          | 496          | 399          | 345          | 200          | 123          | 9               | [ 47 ] |
| Cataluña    | 6978  | 8                | 966          | 1763         | 1466         | 1294         | 1013         | 432          | 36              | [ 47 ] |
| Extremadura | 400   | 1                | 54           | 123          | 102          | 62           | 53           | 13           | 2               | [ 47 ] |
| Madrid      | 7451  | 7                | 913          | 2064         | 1729         | 1364         | 978          | 446          | 40              | [ 47 ] |
| Murcia      | 632   | 1                | 68           | 169          | 124          | 121          | 97           | 47           | 5               | [ 47 ] |
| Navarra     | 210   | 0                | 40           | 66           | 44           | 34           | 19           | 7            | 0               | [ 47 ] |
| País Vasco  | 1485  | 3                | 218          | 475          | 332          | 222          | 155          | 72           | 8               | [ 47 ] |
| La Rioja    | 214   | 0                | 21           | 75           | 47           | 36           | 24           | 10           | 1               | [ 47 ] |
| Ceuta       | 8     | 0                | 2            | 2            | 2            | 1            | 0            | 1            | 0               | [ 47 ] |
| Melilla     | 13    | 0                | 4            | 3            | 2            | 3            | 1            | 0            | 0               | [ 47 ] |

### José María Aznar (1996 – 2004)
La Ley 8/1998, de 16 de junio, de ordenación farmacéutica de la Comunidad Autónoma de La Rioja fue una ley autonómica que garantizaba el derecho de los profesionales farmacéuticos a ser objetores de conciencia siempre que el ejercicio de ese derecho no pusiera en peligro la salud del paciente. La ley ofrecía a los objetores de conciencia farmacéuticos la opción de registrarse en el Colegio de Farmacéuticos para recibir asesoramiento y ayuda.
La Rioja fue una de las últimas regiones donde el control local de los servicios de salud del Sistema Nacional de Salud fue asumido por el gobierno regional, en 2002.

### José Luis Rodríguez Zapatero (2004 - 2011)
En 2005 había veintiún centros de cribado neonatal en España. Dos estaban ubicados en Aragón y uno realizaba proyecciones para La Rioja.

#### Viajes
En 2005, la mayoría de las mujeres que querían abortar fueron a Aragón. En 2006, las mujeres de La Rioja y Navarra fueron las que más viajaban las mujeres para abortar en una de las clínicas privadas de Zaragoza. En 2006, 330 mujeres residentes en La Rioja abortaron en una clínica de Zaragoza. De ellas, 152 eran ciudadanas españolas y 178 extranjeras. Entre las mujeres que en 2006 abortaron en Zaragoza, la mayoría eran iberoamericanas, magrebíes, asiáticas, de Europa del Este y de La Rioja. En 2010, las mujeres de la región estaban obligadas por la sanidad pública a viajar a otra región para realizarse un procedimiento de IVE.

### Consecuencias de la reforma a la ley nacional del aborto de 2010
En respuesta a la ley de 2010, La Rioja permitió que cualquier profesional sanitario se declarara objetor de conciencia e indicara cuál era el motivo por el que objetaba, de los cuatro permitidos para la IVE.

#### Estadísticas
En 2005, la razón más citada para el 95% de los abortos realizados en la región fue la salud materna. En 2009, el 28% de las mujeres de la región conocían sus opciones para abortar en un centro de salud pública. Esto en comparación con el promedio nacional del 43%. En 2006, diecinueve niñas menores de edad residentes en la región abortaron. Esto representó el 3,66% de todos los abortos realizados por mujeres que vivían en la región ese año.
En 2010 se realizaron 113.031 abortos en España. En 2014, el nivel nacional había caído un dieciséis por ciento a 94.706 abortos. En este periodo comprendido entre 2010 y 2014, las regiones con menor tasa de abortos por cada 1.000 mujeres residentes, menos de siete, fueron Ceuta y Melilla con cuatro cada una, mientras que Castilla y León, Extremadura, Galicia y La Rioja se situaron entre tres y siete.

### Mariano Rajoy (2011 - 2018)
Durante el gobierno de Mariano Rajoy, casi toda la información sobre anticonceptivos de última generación disponibles en el sistema sanitario público de la región fue retirada de los puntos de información sanitaria de la sanidad pública, y se dejaron de financiar políticas específicamente dirigidas a proteger la libertad y la salud sexual, poniendo en riesgo a grupos vulnerables a problemas de salud sexual y reproductiva como adolescentes y mujeres inmigrantes.
En 2014 había un centro de salud público autorizado para realizar abortos en la región y no había ninguna clínica privada autorizada.
Como parte de sus esfuerzos para aprobar la Ley 11/2009, de 1 de diciembre en Murcia, el grupo ultracatólico Foro de la Familia creó la Fundación REDMADRE en marzo de 2008, con la intención de ser una organización nacional que ayudara a estigmatizar y tratar de limitar el acceso al aborto a nivel regional, al mismo tiempo que intenta cambiar la ley para criminalizar el aborto. Consiguieron que los legisladores regionales cambiaran las leyes en las Islas Canarias, Castilla-La Mancha, Castilla y León, Valencia, La Rioja, Madrid y Murcia.

#### Estadísticas
En 2011, fueron seis las niñas de quince años que realizaron una IVE en La Rioja, mientras que catorce niñas de dieciséis años, veintiuna de diecisiete, diecinueve de dieciocho y dieciocho de diecinueve que también tuvieron una IVE.
| Año  | # de negaciones | # de aprobaciones | Ref    |
| ---- | --------------- | ----------------- | ------ |
| 2010 | 0               | 1                 | [ 61 ] |
| 2011 | 0               | 2                 | [ 61 ] |
| 2012 | 0               | 2                 | [ 61 ] |
| 2013 | 0               | 1                 | [ 61 ] |
| 2014 | 0               | 1                 | [ 61 ] |
| 2015 | 0               | 3                 | [ 61 ] |
| 2016 | 0               | 3                 | [ 61 ] |
| 2017 | 0               | 2                 | [ 61 ] |
| 2018 | 0               | 3                 | [ 61 ] |
| 2019 | 0               | 3                 | [ 61 ] |
| 2020 | 0               | 4                 | [ 61 ] |
| 2021 | 0               | 3                 | [ 61 ] |

| Año            | 2022  | 2021  | 2020  | 2019  | 2018  | 2017  | 2016  | 2015  | 2014  | Ref          |
| -------------- | ----- | ----- | ----- | ----- | ----- | ----- | ----- | ----- | ----- | ------------ |
| La Rioja       | 6,71  | 6,17  | 5,86  | 6,18  | 6,91  | 6,09  | 6,04  | 5,64  | 6,19  | [ 3 ] [ 62 ] |
| Total (España) | 11,68 | 10,70 | 10,33 | 11,53 | 11,12 | 10,51 | 10,36 | 10,40 | 10,46 | [ 3 ]        |

### Pedro Sánchez (2018-presente)
La situación política en torno al aborto cambió cuando el PSOE llegó al poder en La Rioja en 2019. Según la presidenta de la asociación Mujeres Progresistas de La Rioja, el entorno político regional animaba al personal médico de los centros sanitarios tanto públicos como privados a negarse a realizar interrupciones voluntarias del embarazo.
En el período comprendido entre 2019 y 2022, que incluyó lo peor de la pandemia de covid-19 y las posteriores restricciones de viaje, la sanidad pública derivó a las mujeres que necesitaban un aborto a otras regiones para realizarse el procedimiento. En 2020, el 100% de los abortos financiados a través de la sanidad pública en La Rioja, 248 en total, fueron derivaciones para realizar el procedimiento en otra región. La Consejería de Sanidad afirmó que esto se debía a que carecían de clínicas privadas acreditadas y a que el 100% del personal médico de La Rioja era objetor.
En 2021, todos los médicos de la región se declararon objetores, y ese año tampoco había clínicas privadas en la región. No se siguieron practicando abortos en la sanidad pública.
En 2021, una menor variedad de conceptos en los cursos de Educación Sexual Integrada utilizados en España se encontraban en Ceuta, Melilla, y La Rioja. En La Rioja sólo se hablaba de Reproducción y Relaciones Interpersonales. No se incluyeron temas como la salud reproductiva, la conducta sexual, el cuerpo humano y su desarrollo, las relaciones y los valores y derechos.
En 2022, todos los médicos riojanos se declararon objetores de conciencia. Era una regla no escrita, porque los propios médicos no necesariamente decían esto, pero sí sus jefes. Varios médicos señalaron que ser el único médico dispuesto a realizar abortos los deja señalados, aumentando su carga de trabajo, y que un requisito tácito para ser contratado en el sistema de salud pública era la que debías ser objetor si firmabas un contrato con ellos.
A partir de 2022, La Rioja comenzó a realizar por primera vez abortos en centros de salud públicos de la región. Esto se logró en gran medida mediante la creación de una clínica pública especializada en reproducción y planificación familiar en Logroño. Seguía sin haber ninguna clínica privada que ofreciera procedimientos de IVE.
En 2023, la mayoría de los médicos de salud reproductiva de la sanidad pública de La Rioja se negaron a realizar abortos. Citaron la objeción de conciencia como motivo legal para negarse a realizar una interrupción voluntaria del embarazo.
Tras las elecciones de mayo de 2023, el Partido Popular se hizo con el gobierno de la región con mayoría absoluta, sin necesidad de formar una coalición con un partido como Vox para estar en el poder. El Ministerio de Igualdad envió una carta al Gobierno regional en mayo de 2023 para recordarles que los cambios en la ley del aborto en febrero de 2022 implicaban que todos los hospitales públicos debían contar con médicos que estuvieran dispuestos a realizar un aborto y que sus unidades de ginecología en estos los hospitales no podían contar únicamente con objetores de conciencia. El Ministerio de Igualdad dijo al Gobierno regional que, si era necesario, debían contratar médicos que realizaran procedimientos de interrupción voluntaria del embarazo si no hubiera ninguno en plantilla. La ley establece que se garantiza a las mujeres el acceso a servicios de aborto hasta la semana catorce en un centro de salud público cercano a su hogar.

#### Estadísticas
En 2019, la tasa de interrupciones voluntarias del embarazo por cada 1.000 mujeres residentes de 15 a 44 años en la región fue de 6,18. El año anterior, en 2018, la tasa fue del 6,91. La media nacional en España en 2019 fue de 11,53 y en 2018 fue de 11,12.
En 2021, la región con menor porcentaje de interrupción voluntaria del embarazo en mujeres de 15 a 44 años fue Galicia, seguida de La Rioja, Extremadura y Castilla y León. La Rioja tuvo una tasa de abortos de 6,17 en 2021. En 2022, hubo 6,71 interrupciones voluntarias del embarazo por cada 1.000 mujeres en la región. Esto se compara con un promedio nacional de 11,68 por cada 1.000 mujeres. En 2022, hubo 6,71 interrupciones voluntarias del embarazo por cada 1.000 mujeres en la región. Esto se compara con un promedio nacional de 11,68 por cada 1.000 mujeres. En 2022 se produjeron 43 interrupciones voluntarias del embarazo en mujeres menores de 20 años.